# Dracea
Dracea je rumunská obec v župě Teleorman. V roce 2011 zde žilo 1 358 obyvatel. Obec se skládá ze tří částí.

## Části obce
- Dracea – 1 001 obyvatel
- Florica – 253
- Zlata – 104